# ديفن هيستر
ديفن هيستر (بالإنجليزية: Devin Hester)‏ هو لاعب كرة قدم أمريكية أمريكي، ولد في 4 نوفمبر 1982 في ريفييرا بيتش في الولايات المتحدة.

## وصلات خارجية
- ديفن هيستر على موقع مرجع كرة القدم المحترفة.كوم (الإنجليزية)
- ديفن هيستر على موقع IMDb (الإنجليزية)
- ديفن هيستر على موقع الموسوعة البريطانية (الإنجليزية)
- ديفن هيستر على موقع إن إن دي بي (الإنجليزية)